# Burkhart Schneider
Burkhart Schneider SJ (* 1. September 1917; † 7. Mai 1976) war ein deutscher römisch-katholischer Priester und Theologe.

## Leben
1936 trat er in das Noviziat der Gesellschaft Jesu ein und begann zwei Jahre später in Pullach das erste Jahr Philosophie. Aber schon im April 1939 wurde er zum Reichsarbeitsdienst eingezogen. 1940 kam er zum Generalkommando eines Fliegerkorps, bei dem er den Russlandfeldzug 1941 mitmachte. Nach der Priesterweihe 1948 studierte in Innsbruck bei Hugo Rahner, um bei ihm zu promovieren. 1954 wurde er in Innsbruck zum Doktor der Theologie (Ignatius von Loyola als Politiker und Diplomat. Eine Einführung zu den Fürstenbriefen des Heiligen) promoviert. Ab Herbst 1954 lehrte er als Professor für neuere Kirchengeschichte an der Universität Gregoriana.

## Schriften (Auswahl)
- Paul Hoffaeus (geboren um 1530, gestorben 1608). Beiträge zu einer Biographie und zur Frühgeschichte des Jesuitenordens in Deutschland. Rom 1956, OCLC 632343695.
- als Herausgeber: Die Briefe Pius’ XII. an die deutschen Bischöfe 1939–1944. Mainz 1966, OCLC 1031787243.
- Pius XII. Friede, das Werk der Gerechtigkeit. Göttingen 1968, OCLC 715786870.
- als Herausgeber: Ignatius von Loyola: Der Bericht des Pilgers. Freiburg im Breisgau 1991, ISBN 3-451-13403-9.
- als Mitherausgeber und Verfasser etlicher Beiträge: Die Kirche im Zeitalter des Absolutismus und der Aufklärung (= Handbuch der Kirchengeschichte, Bd. V). Herder, Freiburg im Breisgau 1970, Sonderausgabe 1999, ISBN 3-451-27100-1.